# آنتونی شریچ
آنتونی شریچ (کرواتی: Anthony Šerić؛ زادهٔ ۱۵ ژانویهٔ ۱۹۷۹) بازیکن فوتبال بازنشسته کروات-استرالیایی است.
از باشگاه‌هایی که در آن بازی کرده است می‌توان به لاتزیو، پارما، هلاس ورونا، بشیکتاش، پانایتیناکوی و برشا اشاره کرد.
وی همچنین در تیم ملی فوتبال کرواسی بازی کرده و در سه دوره جام جهانی ۱۹۹۸، ۲۰۰۲ و ۲۰۰۶ از اعضای این تیم بوده است.